# Nageoire pelvienne
 (mars 2025).

Planche représentant l'anatomie externe du poisson.
Les nageoires pelviennes portent le N° 9.

Les nageoires pelviennes ou nageoires ventrales sont les membres postérieurs ou inférieurs des poissons, correspondant à nos jambes. Elles se situent en arrière ou en dessous des nageoires pectorales et en avant de l'anus.  Leur position variant beaucoup chez les différentes espèces de poissons, on parle de leur position comme étant abdominale, jugulaire ou thoracique.
Comme les nageoires pectorales, ce sont des nageoires paires, qui sont au nombre de deux.